# Nowa Dęba
Nowa Dęba é um município da Polônia, na voivodia da Subcarpácia e no condado de Tarnobrzeg. Estende-se por uma área de 16,7 km², com 11 336 habitantes, segundo os censos de 2016, com uma densidade de 678,8 hab/km².